# David Gray
David Gray és un cantautor britànic, nascut el 13 de juny a Anglaterra. Va créixer a Gal·les i va estudiar a la Universitat de Liverpool. La seva carrera musical ha tingut una gran acceptació especialment a Irlanda.
Després d'uns quants discos amb poc èxit als anys 90, va aconseguir la fama el 1999 amb el seu àlbum White Ladder, en el qual incloïa els que han sigut els seus temes més famosos: This Years Love i Babylon.

## Discografia
- A Century Ends (1993)
- Flesh (1994)
- Sell Sell Sell (1996)
- White Ladder (1999)
- Lost Songs 95-98 (2001)
- A New Day At Midnight (2002)
- Life in slow motion (2005)